# Stadion Dinamo w Barnaule
Stadion Dinamo – wielofunkcyjny stadion w Barnaule, w Rosji. Został otwarty w 1927 roku. Obiekt może pomieścić 22 000 widzów (z czego 16 000 to miejsca siedzące). Swoje spotkania rozgrywa na nim drużyna Dinamo Barnauł.